# Granatnik PSRL-1
PSRL-1 (ang. Precision Shoulder-fired Rocket Launcher) – amerykański granatnik przeciwpancerny opracowany dla United States Special Operations Command, będący udoskonaloną wersją radzieckiego granatnika RPG-7.

## Opis

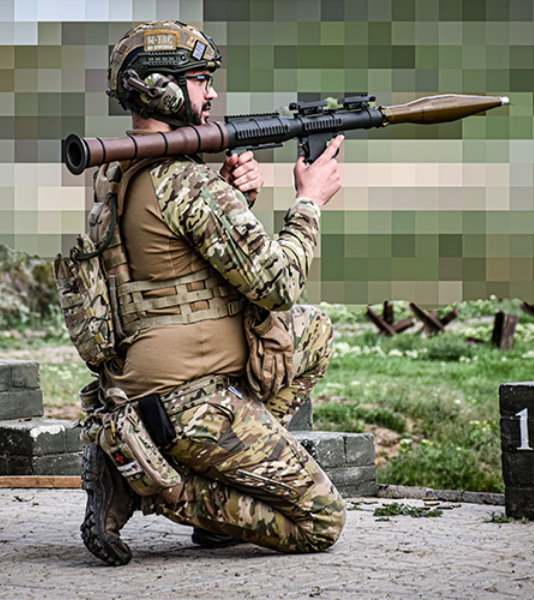
Żołnierz Gwardii Narodowej Ukrainy z PSRL-1

Granatnik powstał w 2009 roku na zamówienie amerykańskich sił specjalnych pod nazwą RPG-7-USA, by po niewielkiej modyfikacji w 2016 roku, zmienić swoją nazwę na PSRL-1. Broń kalibru 40 milimetrów jest tak skonstruowana by pasował do niej każdy pocisk tego typu zdobyty podczas działań specjalnych. PSRL-1 jest wykonywany ze stali lufowej na obrabiarkach numerycznych, dzięki czemu lufa jest wytrzymalsza i nie zagraża jej przypadkowe rozerwanie w przeciwieństwie do radzieckiego oryginału, który był odlewany i produkowany z materiałów o zróżnicowanej jakości.
Granatnik dzięki innemu sposobowi budowy wyrzutni, ma większą od RPG-7 celność i zasięg, wynoszący maksymalnie 1200 metrów. Masa PSRL-1 to 6,35 kilogramów, długość 915 milimetrów, żywotność lufy wynosi 1000 strzałów. Amerykańska broń wyposażona jest w siedem szyn montażowych rozmieszczonych na wszystkich stronach, które służą do instalacji dodatkowego wyposażenia, takiego jak celowniki optoelektroniczne, chwyt przedni, dwójnóg, kolba o regulowanej długości z karabinka M4 czy mocowanie do pasa nośnego. Granatnik posiada też mechaniczne przyrządy celownicze, dostosowane do prowadzenia ognia w nocy.
Nowszą odmianą PSRL-1 jest zaprezentowany w 2010 roku granatnik GS-777 LSFRL o mniejszej masie i krótszej żywotności lufy. Oprócz Stanów Zjednoczonych, Peru i Filipin granatnik PSRL-1 znajduje się na wyposażeniu wojsk ukraińskich i jest wykorzystywany podczas wojny z Rosją.